# Strangalia giesberti
Strangalia giesberti es una especie de escarabajo longicornio del género Strangalia, categorizada en la tribu Lepturini, de la subfamilia Lepturinae. Fue descrita por Gutiérrez & Noguera en 2020.

## Descripción
Mide 8-10 mm de longitud.

## Distribución
Se distribuye por México.